# Шишкінер
Шишкіне́р (рос. Шишкинер, марій. Шишкэҥер) — присілок у складі Куженерського району Марій Ел, Росія. Входить до складу Русько-Шойського сільського поселення.

## Населення
Населення — 4 особи (2010; 18 у 2002).
Національний склад (станом на 2002 рік):
- марі — 67 %
- росіяни — 28 %